# Alfred Milner
Alfred Milner (23 de març de 1854 – 13 maig de 1925), primer Vescomte Milner KG GCB GBMG PC va ser un estadista i administrador colonial britànic que tingué un paper de lideratge d'influència en la formulació de la política interior i exterior entre mitjans de la dècada de 1890 i inicis de la de 1920. Va ser la figura clau de l'Imperi Britànic als fets que comportaren i que seguiren la Guerra Anglo-Bòer de 1899-1902; i mentre que serví com a Alt Comissionat, és sovint citat per fer de mentor a una munió de membres joves del Servei Civil Sud-africà, informalment conegut com la Milner's Kindergarten la qual, en alguns casos, arribaren a ser importants membres de l'administració de l'Imperi Britànic. Als darrers anys de la seva vida, entre desembre de 1916 i novembre de 1918, va ser adjunt del Primer Ministre David Lloyd George en el procés de presa de decisions en el període crucial que portà al final de la I Guerra Mundial.

## Inicis i educació
Els avantpassats alemanys de Milner es remuntaven a la seva àvia paterna, casada amb un anglès que s'assentà al Gran ducat de Hessen i del Rin (actualment Hessen). El seu fill, Charles Milner, que va estudiar a Hessen i a Anglaterra, s'establí com a metge amb pràctica a Londres i posteriorment Professor esdevindria en anglès a la Universitat de Tubinga al regne de Württemberg (actualment Baden-Württemberg). La seva esposa era filla del Major General John Ready, antic governador de l'Illa del Príncep Eduard i posteriorment d'Illa de Man. El seu únic fill, Alfred Milner, va néixer a la ciutat de Gießen, estudiant primer a Tübingen, després al King's College School i, entre 1872 i 1876 al Balliol College, Oxford, estudiant amb el teòleg classicista Benjamin Jowett. Havent guanyat beques a Hertford, Craven, Eldon i Derby, es graduà amb honors el 1877 en Clàssics i va ser escollit per ser membre del New College, Universitat d'Oxford, marxant però, a Londres el 1879. A Oxford es va fer molt amic amb el jove historiador de l'economia Arnold Toynbee, escrivint en suport de les seves teories sobre el treball social i, el 1895, 12 anys després que morís amb només 30 anys, va escriure un tribut, Arnold Toynbee: a Reminiscence.

## Periodisme, política i servei a Egipte
Tot i que se li autoritzà a practicar el dret després d'haver estat admès a l'exercici de l'advocacia al Inner Temple (un dels quatre col·legis d'advocats de Londres) el 1881, s'uní al Pall Mall Gazette, sota John Morley, sent editor adjunt de William Thomas Stead. El 1885 abandonà el periodisme per a una potencial carrera política com a candidat Liberal per Harrow, però va perdre a les eleccions generals. Assolí el càrrec de secretari privat de George Goschen, arribà al càrrec quan, el 1887, Goschen esdevingué Canceller de l'Erari i, dos anys després, emprà la seva influència perquè Milner fos nomenat sots-secretari de finances a Egipte. Va estar-se quatre anys a Egipte, coincidint amb les primeres grans reformes, després que el perill de bancarrota s'hagués evitat. Tornà a Anglaterra el 1892 publicà "Anglaterra i Egipte" el qual es convertí en la relació autoritzada del treball fet des de l'ocupació britànica. Posteriorment aquell any rebé el nomenament de president del Cabinet dels Impostos Interiors. El 1894 va ser fet Company de l'Orde del Bany, sent promogut a Comandant l'any següent.

## Sud-àfrica
Sir Alfred Milner continuà al Cabinet d'Impostos Interiors fins al 1897. Va ser vist com un dels caps més clars i un dels funcionaris amb més judici del servei britànic, i des de la seva posició com un home d'opinions liberals moderades, que havien estat molt properes amb Goschen al Tresor, amb Cromer a Egipte i amb Hicks-Beach (Lord St Aldwyn) i Sir William Vernon Harcourt mentre que estava a Impostos Interiors, senyalant-lo com algú en qui podien confiar tots els partits. El moment per provar les seves capacitats als nivells més alts havia arribat.
A l'abril, Lord Rosmead dimití dels seus càrrecs d'Alt Comissionat per Sud-àfrica i Governador de la Colònia del Cap. La situació resultà del raid Jameson va ser una de les més delicades i difícils, i Joseph Chamberlain, actual secretari colonial, trià a Milner com a successor de Lord Rosmead. La tria va ser cordialment aprovada cordialment pels caps del Partit Liberal i reconegut el 28 de març de 1897 a un sopar de comiat presidit pel futur primer ministre Herbert Henry Asquith. El nomenament va ser fet per tal que un estadista britànic acceptable, que gaudia de la confiança de l'opinió pública, pogués anar a Sud-àfrica per considerar totes les circumstàncies i formulés una política que combinés el manteniment dels interessos britànics amb un intent de tractar justament amb els governs de Transvaal i de l'Estat Lliure d'Orange.
Sir Alfred Milner arribà a Ciutat del Cap al maig de 1897 i, després de les dificultats amb el President Kruger per arreglar l'Aliens' Law, a l'agost va quedar lliure per conèixer personalment amb el país i les gents abans de decidir sobre les línies polítiques que havien d'adoptar-se. Entre agost de 1897 i maig de 1898 va viatjar per la Colònia del Cap, el Protectorat de Betxuanalàndia, Rhodèsia i Basutoland. El millor per entendre el punt de vista dels holandesos del Cap i dels burgesos del Transvaal i l'Estat Lliure d'Orange, Milner també va aprendre durant aquest període neerlandès i el "Taal" sud-africà. Va arribar a la conclusió que no podria haver esperances de pau i progrés a Sud-àfrica mentre que seguís el "domini permanent dels britànics sobre els holandesos en una de les repúbliques.
Milner es referia a la situació al Transvaal on, després del descobriment d'or, milers de cercadors de fortuna havien arribat des de tot Europa, principalment britànics. Aquest influx d'estrangers, referits com "Uitlanders", amenaçaren la república, i el President Kruger del Transvaal rebutjà concedir el dret de vot als "Uitlanders". Els grangers afrikaners, coneguts com a Bòers, havien establert el Transvaal com la seva terra promesa, després la seva Gran Trek fora de la Colònia del Cap, una migració amb l'objectiu de treure's tant com fos possible el mandat britànic. Van tenir èxit en defensar l'annexió del Transvaal a l'Imperi Britànic durant la primera Guerra Anglo-Bòer, un conflicte que i que acabà amb un tractat de pau el qual, mancat d'un pretext molt convincent, feia molt difícil pels britànics justificar diplomàticament una nova annexió del Transvaal.
El Transvaal independent s'interposava en l'ambició britànica per controlar tota Àfrica des de Ciutat del Cap fins al Caire. Milner s'adonà que, amb el descobriment d'or al Transvaal, l'equilibri de poder a Sud-àfrica s'havia inclinat des de Ciutat del Cap a Johannesburg. Va temes que si tota Sud-àfrica no era portada ràpidament sota control britànic, un Transvaal ric, controlat per Afrikaners, podria unir-se amb els afrikaners del Cap i amenaçar tota la posició britànica al Sud d'Àfrica. Milner també se n'adona, com va comprovar-se per la triomfant reelecció de Paul Kruger a la presidència del Transvaal al febrer de 1898, que el govern de Pretòria mai no repararia els greuges sobre els "Uitlanders" per iniciativa pròpia. Això donà a Milner el pretext per emprar la qüestió "Uitlander" per al seu avantatge.

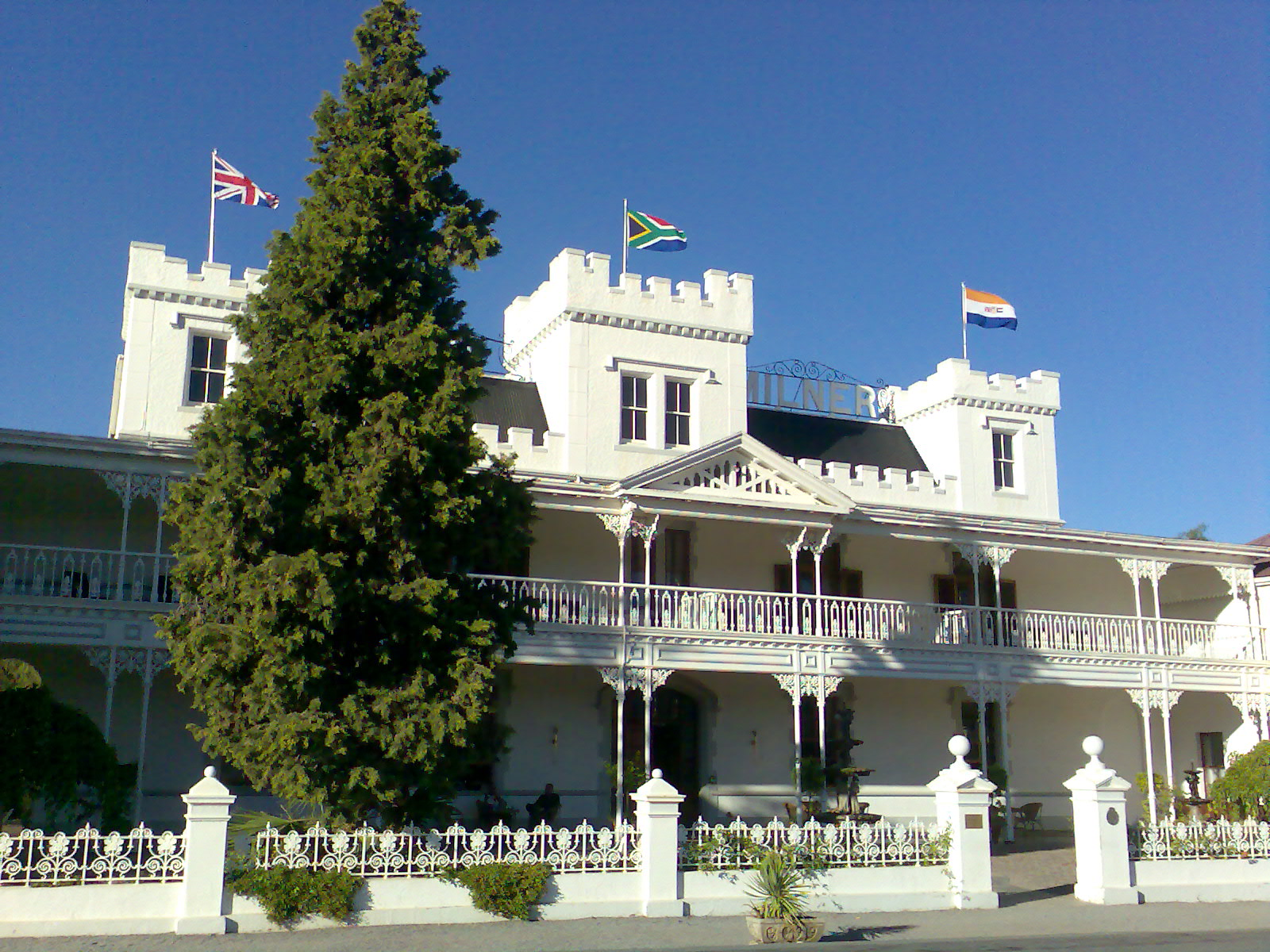
L'Hotel Lord Milner a Matjiesfontein a South Africa.

En un discurs pronunciat al Graaff Reinet el 3 de març de 1898, un bastió de l'Afrikaner Bond al Cap controlat pels britànics, va descriure la seva determinació per assegurar la llibertat i la igualtat als britànics al Transvaal, i urgí als colonialistes holandesos a induir al govern de Pretòria per assimilar les seves institucions, i el caràcter i l'esperit de la seva administració, i a tots aquells de les comunitats lliures de Sud-àfrica. L'efecte d'aquest pronunciament va ser enorme i alarmà als afrikaners els quals, en aquells moments, veien amb aprensió la virtual reanuació de Cecil Rhodes com a líder del Partit Progressista (Britànic) del Cap.

### Anglofília
Milner tenia una vista poc favorable dels Afrikaners i, com a qüestió filosòfica, veia als britànics com una "raça superior". Així, amb un interès limitat en la resolució pacífica del conflicte, opinava que el control britànic de la regió només es podria aconseguir mitjançant la guerra. Una pau negociada era problemàtica car els Afrikaners superaven als britànics tant al Transvaal, a l'Estat Lliure i al Cap. Milner no estava sol en les seves opinions com va evidenciar-se en una carta de l'11 de març escrita per un altre britànic, John X. Merriman, al President Steyn de l'Estat Lliure d'Orange: El major perill radica en l'actitud del President Kruger i en la seva vana esperança de construir un estat sobre la base d'una minoria il·luminada i el seu rebuig obstinat de tota possibilitat en emprar els materials que té a la seva disposició per establir una veritable república sobre una àmplia base liberal. Aquest estat de coses no pot durar. Cal analitzar tota aquesta pobresa inherent.

### Les Escoles Milner
Per tal d'anglicanitzar la zona del Transvall durant la guerra Anglo-Bòer, Lord Milner es posà en marxa per a influenciar l'educació britànica a les zones anglòfones. Fundà una sèrie d'escoles, conegudes com les "Milner Schools", que actualment són Pretoria High School for Girls, Pretoria Boys High School, Potchefstroom High School for Boys, Hamilton Primary School i St Marys DSG.
Tot i que a no tots els líders Afrikander Bond els agradava Kruger, estaven a punt per donar-li suport encara que no els prometés reformes i, pel mateix resultat, contribuïren a fer inestable la posició de Milner. Les seves dificultats s'incrementaren quan, a les eleccions generals a la Colònia del Cap, el Bond va obtenir la majoria. A l'octubre de 1898, actuant de manera estrictament constitucional, Milner va recórrer a William Philip Schreiner a formar un ministeri, tot i que temia que aquest s'oposaria a qualsevol intervenció directa de la Gran Bretanya al Transvaal. Convençut de l'actual estat de la situació comportaria la pèrdua de Sud-àfrica per la Gran Bretanya si es prolongava, Milner viatjà a Anglaterra al novembre de 1898. Tornà a la Colònia del Cap al febrer de 1899, després d'assegurar totalment el suport de Chamberlain, encara que el govern encara s'agafava a l'esperança que la secció moderada del Cap i de l'Estat Lliure d'Orange neerlandès induiria a Kruger a donar el vot als Uitlanders. Però Milner es trobà la situació encara més critica que quan marxà, deu setmanes abans. Johannesburg estava en ebullició, mentre que William Francis Butler, que exercí com a Alt Comissionat durant l'absència de Milner, havia permès la inferència que no recolzava les queixes dels Uitlander.
El 4 de maig Milner va redactar un despatx memorable a l'Oficina Colonial, en el qual insistia que el remei per crear malestar al Transvaal era atacar l'arrel del problema, la impotència política de l'ofès. Pot semblar una paradòxa, va escriure, però si és veritat que l'única manera per protegir els nostres subjectes és ajudar-los a deixar de ser els nostres subjectes. La política de deixar estar les coses només feia que anessin de mal en pitjor, i el cas per intervenir és abrumador." Milner creia que només concedint drets polítics als Uitlanders al Transvaal podria donar l'estabilitat a la situació sud-africana. No havia basat el seu cas contra el Transvaal en una carta a les Convencions, i veia l'ús de la paraula "sobirania" merament com una "qüestió etimològica", però s'adonà amb entusiasme que l'espectacle de milers de britànics al Transvaal amb la condició de "ilotes" (com ho expressà) era dolenta pel prestigi britànic a Sud-àfrica, i demanà per "una prova" de la intenció del govern britànic per no seria tret de la seva posició predominant. Aquest despatx va ser telegrafiat a Londres, i va ser lliurat perquè es publiqués immediatament; però durant un temps va ser mantingut en privat pel govern britànic.
El seu contingut era conegut pels caps polítics al Cap, i a insistència de Jan Hendik Hofmeyr se celebrà una conferència de pau (31 de maig – 5 de juny) a Bloemfontein entre l'Alt Comissionat i el President Kruger del Transvaal. Milner va fer 3 demandes, que sabia que no podrien ser acceptades per Kruger: La promulgació d'una llei al Transvaal que donés als Uitlanders el dret de vot; l'ús de l'anglès al parlament del Transvaal i; Totes les lleis del parlament haurien de ser vetades i aprovades pel parlament britànic. Adonant-se de la insostenibilitat de la seva posició, Kruger abandonà la reunió en llàgrimes.

## La Segona Guerra Boer
Quan a l'octubre de 1899 esclatà la Segona Guerra Bòer, Milner donà a les autoritats militars un suport sense fisures i bons consells, sent, segons va afirmar Lord Robert algú el coratge del qual mai no vacil·là. Al febrer de 1901 va encarregar-se de l'administració dels dos estats Bòer, ara annexionats a l'Imperi Britànic, tot i que la guerra estava en marxa. Dimití com a governador de la Colònia del Cap, tot i que va mantenir el càrrec d'Alt Comissionat. Durant aquest temps amb Milner al timó es crearen diversos camps de concentració on moririen 27.000 dones i nens bòers i més de 14.000 negres. La tasca de reconstruir l'administració civil a les colònies del Transvaal i del Riu Orange només podia portar-se a terme en una zona limitada, mentre que continuaven les operacions al camp de batalla. Milner, malgrat tot, tornà a Anglaterra per passar unes molt merescudes vacances, mentre que estava, però, principalment ocupat en la tasca de l'Oficina Colonial. El 24 de maig de 1901 arribà a Londres, va tenir una audiència aquell mateix dia amb el Rei Eduard VII, va rebre la Gran Creu de l'Orde del Bany i va ser fet conseller privat, i elevat a la noblesa com a Baró Milner de St James al Comtat de Londres i de Ciutat del Cap a la Colònia del Cap de Bona Esperança. En un discurs pronunciat en un banquet celebrat en honor seu al següent, respongué als crítics que afirmaven que amb més temps i paciència per part de la Gran Bretanya la guerra s'hauria pogut evitar, afirmà que els que demanaven conciliació estaven armats d'odi, d'una ambició insensata i una ignorància invencible.

## La pau
Mentre que la diplomàcia de 1899 i la conducció de la guerra havien causat un gran canvi en l'actitud del partit Liberal a Anglaterra vers Lord Milner, de qui un preeminent parlamentari, Leonard Courtney, l'arribà a titllar de ment perduda. S'organitzà una violenta agitació per la seva remoció, a la que s'uní el líder del Partit Liberal, Henry Campbell-Bannerman, tot i que sense èxit i a l'agost Milner tornà a Sud-àfrica amb la titànica tasca de remodelar l'administració. A les negociacions de pau s'associà amb Lord Kitchener, i els termes de la rendició, signada a Pretòria el 31 de maig de 1902, van ser esbossats per ell. En reconeixement dels seus serveis, l'1 de juny va ser fet Vescomte Milner de Saint James al Comtat de Londres i de Ciutat del Cap a la Colònia del Cap. Per aquella època es va fer membre del Coefficients dining club de reformadors socials creat el 1902 per Sidney i Beatrice Webb, de la Fabian Society.
El 21 de juny, immediatament a continuació de la conclusió de la signatura i de les cerimònies als voltants del final de les hostilitats, Milner publicà les Letters Patent establint el sistema del govern de la colònia de la corona a les colònies del Transvaal i del Riu Orange, canviant el títol d'administrador pel de governador. El treball de reconstrucció necessari després de les destrosses de la guerra va ser enorme. Aconseguí ingressos estables en imposar una taxa del 10% sobre el producte net de les mines d'or, i dedicà una atenció especial a la repatriació dels Bòers, l'assentament dels colons britànics, educació, justícia, policia i el desenvolupament d'una xarxa ferroviària. A suggeriment de Milner el govern britànic envià a Henry Birchenough, un empresari i vell amic de Milner com a comissionat especial pel comerç a Sud-àfrica, amb la tasca de preparar un llibre blau sobre les prospeccions de comerç després de la guerra.
Mentre que la seva tasca de reconstrucció estava en progrés, la política domèstica a Anglaterra estava convulsa pel moviment de reforma tarifària i la dimissió de Joseph Chamberlain. Milner, que havia passat unes breus vacances a Europa, va ser urgit per Arthur James Balfour perquè ocupés el càrrec vacant de secretari d'estat per a les colònies. L'1 d'octubre de 1903 declinà l'oferiment, considerant que era més important completar la seva tasca a Sud-àfrica, on la depressió econòmica es pronunciava. El desembre de 1903 estava de retorn a Johannesburg, i va haver de considerar la crisi de la indústria minera de l'or a causa de la mancança de treballadors natius. Dubtant acorda, amb el consell del govern local, proposar als propietaris de les explotacions importar miners xinesos amb un contracte de 3 anys, arribant la primera onada de xinesos al juny de 1904.
Des de la fi de l'any 1904 Milner va començar elaborant d'un pla per donar a Transvaal un sistema de govern representatiu, una situació entre administració d'una colònia de la corona i l'autogovern. Les Cartes de Patent que donaven el govern representatiu van lliurar-se el 31 de març de 1905. Durant algun temps patí dificultats de salut a causa del treball incessant, i va decidir que necessitava un retir. Va abandonar Pretòria el 2 d'abril i embarcar-se cap a Europa l'endemà. Parlant a Johannesburg la vigília de la seva marxa, recomanà a tots la promoció de la prosperitat material del país i que tant neerlandesos com britànics havien de ser tractats igual. En referir-se a la seva participació en la guerra, va afegir: «Preferiria ser recordat per un esforç enorme subseqüent a la guerra no només per reparar els danys d'aquesta calamitat, sinó per reiniciar les colònies en un pla major de civilització del que mai no han gaudit».
Abandonà Sud-àfrica mentre que la crisi econòmica havia minvat i en un moment en què les veus crítiques eren audibles arreu però, en paraules del secretari colonial Alfred Lyttelton, havia tingut 8 anys a front de l'administració plens de successos que posà una base forta i fonda sobre la qual una Sud-àfrica unida s'alçaria per ser un dels grans estats de l'imperi. En retornar a casa, la seva universitat li concedí el Doctorat Honorífic en Dret.
L'experiència a Sud-àfrica li havia mostrat que darrere les dificultats de la situació hi havia el problema més ampli de la unitat imperial. Al seu discurs de comiat a Johannesburg va concloure amb una referència al problema. "Quan ens diem Imperialistes parlant de l'Imperi Britànic, pensem en un grup d'estats lligats, no en una aliança o aliances que poder fer-se i desfer-se, sinó en una unió orgànica permanent. D'aquesta unió dels dominis del sobirà que existeixen avui només són la matèria primera." Aquesta tesi la desenvolupà en un article per a una revista escrit en vista a la conferència colonial que se celebraria a Londres el 1907. Advocà per la creació d'un consell imperial de deliberació, i afavorí les relacions comercials preferencials entre el Regne Unit i la resta de membres de l'Imperi; i en els darrers anys va tenir un paper actiu en advocar la causa de la reforma tarifària i la Preferència Imperial.
El 1910 va ser fundador del The Round Table, una revisió trimestral de la política a l'Imperi Britànic, que ajudà a promoure la causa de la federació imperial.

## Moció de censura
Al març de 1906, un membre radical de la Cambra dels Comuns del Regne Unit presentà una moció censurant a Lord Milner per una infracció de les ordenaces laborals xineses, al no prohibir el càstig corporal dels coolies per delictes menors en lloc de l'empresonament. En nom del govern liberal es traslladà una esmena, afirmant que Aquesta Cambra, mentre que enregistra la seva condemna per la flagel·lació dels coolies xinesos en violació de la llei, desitja, en interès de la pau i la conciliació a Sud-àfrica, que s'abstingui d'aprovar censurar els individus". L'esmena va ser aprovada per 355 vots contra 135. com a resultat d'aquesta censura d'esquerres, s'organitzà una contra-demostració, encapçalada per Sir Bartle Frere, així com una carta pública signada per més de 370.000 persones que es lliurà a Lord Milner expressant el profund agraïment pels seus serveis a l'Àfrica en nom de la Corona i l'Imperi.

## Empresari
Des del seu report a Sud-àfrica, el vescomte Milner es dedicà principalment a interessos empresarials a Londres, esdevenint president de la companyia minera Rio Tinto Zinc, tot i que seguí actiu a la campanya pel comerç lliure imperial el 1906 esdevingué director del Joint Stock Bank, un precursor del Midland Bank. Entre 1909 i 1911 va ser un feroç oponent del cabinet de David Lloyd George i del posterior intent del govern Liberal per retallar els poders de la Cambra dels Lords.

## I Guerra Mundial
Milner, que era un dirigent conservador, era l'únic britànic que tenia experiència en la direcció civil d'una guerra, de manera que Lloyd George va dirigir-se a ell el desembre de 1916 quan formà el seu govern nacional, convertint-se en un dels cinc membres del Cabinet de Guerra. Milner va ser potser el membre més competent del cabinet de guerra i conseqüentment va ser el bomber de Lloyd George en diverses crisis. Gradualment esdevingué la segona veu més poderosa en la conducció de la guerra. Malgrat les seves credencials conservadores gradualment es mostrà desencantat amb el lideratge militar del país que exercia una influència desproporcionada en la conducció de la guerra a causa del suport conservador. Va donar suport a Lloyd George, que estava encara més desencantat amb els militars, en el seu moviment de retirar a Edward Carson de l'Almirallat i en la temptativa d'evitar la Tercera Batalla d'Ypres el 1917.
Milner també va ser un dels principals autors de la Declaració Balfour de 1917, tot i que va ser publicada en nom de Arthur Balfour. Era molt crític davant la guerra austro-hongaresa a Sèrbia, afirmant que hi ha una desolació molt més generalitzada allà que no pas amb la que estem familiaritzats a Bèlgica. Va ser un fervorós advocat de la cooperació interaliada, assistint a la conferència aliada de Sant Petersburg al febrer de 1917 i, com a representant del govern britànic, a la visita realitzada al març de 1918 a França quan els alemanys llançaren la seva gran ofensiva, i va ser instrumental per al nomenament del General Ferdinand Foch com a Generalíssim Aliat el 26 de març. El 19 d'abril va ser nomenat Secretari d'Estat per a la Guerra i presidí el consell de l'Exèrcit durant la resta de la guerra. Després de l'elecció khaki de desembre de 1918, va ser nomenat Secretari Colonial i, des d'aquest càrrec, assistí a la Conferència de Pau de París de 1919, on, en nom del Regne Unit, va ser un dels signataris del Tractat de Versalles.

## Després de la I Guerra Mundial: Anglaterra i Egipte
Després de la guerra, Lord Milner assistí la Royal Agricultural Society perquè pogués aconseguir tractors Fordson per llaurar i plantar les terres, dirigint-se directament per telègraf a Henry Ford. El seu darrer servei públic va ser, després que esclatessin greus disturbis, una missió a Egipte entre desembre de 1919 i març de 1920 per aconsellar les relacions angloegípcies, especialment sobre com reconciliar el protectorat britànic establert el 1915 amb les peticions d'autogovern de Sa'd Zaghlul. Les recomanacions de la Comissió Milner van formar les bases d'un acord que s'estendria molts anys.

## Darrers anys
Cap al final de la seva vida, Lord Milner s'anomenaria a si mateix un "patriota de la raça britànica" amb grans somnis d'un parlament imperial global, amb seu a Londres, amb delegats de descendència britànica provinents del Canadà, Austràlia, Nova Zelanda i Sud-àfrica. Es retirà al febrer de 1921 i va ser nomenat Cavaller de la Lligacama aquell mateix mes Aquell mateix mes es casà amb Lady Violet Georgina Gascoyne-Cecil, vídua de Lord Edward Cecil i continuà treballant al Rhodes Trust, mentre que acceptava, a instàncies del Primer Ministre Stanley Baldwin, la presidència d'un comitè per examinar una nova tarifa de preferència imperial. La seva tasca, però, va interrompre's quan, després de les eleccions, Ramsay MacDonald assumí el càrrec de Primer Ministre el gener de 1924.
Set setmanes després del seu 71è aniversari, Alfred Milner va morir a Sturry Court, prop de Canterbury, malalt de malaltia del son, poc després de tornar de Sud-àfrica. El seu vescomtat va extingir-se amb ell en no tenir hereus.

## Credo
Entre els papers de Milner es trobà el seu credo, que va ser publicat amb un gran èxit:
| « | Sóc un nacionalista i no un cosmopolita... Sóc nacionalista britànic (abans que anglès). Si també sóc un imperialista és perquè el destí de la raça anglesa, a causa de la seva situació insular i la seva gran supremacia al mar, ha estat tenir arrels a les diverses parts del món. Soc un imperialista i no un petit anglès perquè soc un patriota de la raça britànica... L'Estat Britànic ha de seguir la raça, ha de comprendre que sempre s'instal·la en un nombre apreciable com una comunitat independent. Si els eixams constantment són alterats pel rusc mare es perdran per a l'Estat, i l'Estat quedarà irreperablement afeblit. No podem donar-nos el luxe de perdre part de la nostra millor sang. Ja s'ha separat gran pear, per formar els milions d'un altre Estat separat però afortunadament amic. No podem patir la repetició del procés | » |